# سلطان النيادي
سلطان النيادي (1964 -) هو ممثل ومؤلف ومنتج إماراتي. شارك في العديد الأعمال ومن ابرزها المسلسل الكوميدي حاير طاير، طماشة 1، دروب المطايا وغيره من المسلسلات الخليجية.

## حياته
سلطان محمد النيادي مواليد 1964، يعد من أول مؤسسي مسرح العين وتولى إدارته، حيث طوع حياته من أجل الارتقاء بالمسرح والدراما وترك بصمة واضحة في الفن الإماراتي. حصل على الدبلوم الفني من أحد معاهد القاهرة، بدأ مسيرته الفنية في عالم التمثيل عام 1990 في مسلسل «سيف نشوان»، لتتوالى أعماله في العديد من المسلسلات التي نالت نجاحاً وانتشاراً كبيرين، منها «جواهر» 1994، و«سوالف الدار» 1998، و«رداد» عام 2000، و«شمس القوايل» 2003، و«جمرة غضى» 2006.

## اعتزال
شارك سلطان النيادي بالتمثيل في معظم أعماله الفنية بنحو 18 مسلسلاً، ولعب أدواراً مميزة من أهمها «حاير طاير» و«طماشة» و«دروب المطايا» الذي يعتبر آخر عمل شارك فيه كممثل، وبعده قرر اعتزال التمثيل والتركيز في عملية الإنتاج، وأسس عام 2007 شركة «ظبيان للإنتاج الفني» التي نفذ من خلالها العديد من الأعمال الدرامية التي ترقى بمستوى وذائقة المشاهد الخليجي والعربي، إلى جانب عمله كمدير للإنتاج لصالح تلفزيون أبوظبي في بعض الأعمال وهي «جمرة غضى» و«حاير طاير» و«حظ نصيب».

## مسيرته
قدم العديد من الأعمال التلفزيوية القديرية. حتى بعد أن قرر اعتزاله التمثيل عام 2007، لم يستطع الابتعاد عن الفن، إذ اتجه إلى مجالي الكتابة والإنتاج اللذين استمر من خلالهما في تقديم أعمال درامية محلية عرض أغلبها على شبكة تلفزيون أبوظبي، وناقشت قضايا اجتماعية مهمة.
تولى سلطان النيادي عملية الإشراف العام والإنتاج على أكثر من 12 عملاً تقريباً، آخرها مسلسلا «بنات مسعود» و«ص.ب 1003»، إلى جانب مجموعة من أهم المسلسلات الإماراتية منها «طماشة» بأجزائه المتعددة، و«صمت البوح»، و«جمرة غضى» و«عمى ألوان» و«حاير طاير» و«حظ يا نصيب» و«زمن طناف».

## أعماله
- مسلسل سيف نشوان
- مسلسل جواهر
- مسلسل حاير طاير
- مسلسل عمى الوان
- مسلسل شمس القوايل
- مسلسل جمرة غضى
- مسلسل طماشة
- مسلسل حظ يانصيب
- مسلسل دروب المطايا
- مسرحية طارش والعنود